# サラリーマン忠臣蔵
『サラリーマン忠臣蔵』（サラリーマンちゅうしんぐら）は、1960年12月25日に公開された日本映画。監督は杉江敏男、主演は森繁久彌。製作は東宝。カラー。東宝スコープ。100分。
キャッチコピーは「10年に一度の顔合せ！人気スタア総出演」。

## 概要
「東宝サラリーマン映画100本記念作品」と銘打って作られた作品で、題名に「社長」の名は入っていないが、『社長シリーズ』の1本である（第8作）。しかしストーリーの展開上、本作では森繁は専務、加東大介は部長、小林桂樹は社長運転手と、いつもの設定とは異なっており、またこの時期小林の恋人役だった司葉子は、小林の妹役で登場する。
本作は「仮名手本忠臣蔵」をモチーフにしており、「刃傷松の廊下」のシーンをロビー内で起こる暴力事件で行うなど、様々な所に「忠臣蔵」のパロディがある。
原案は「井原康男」と名義されているが、これはブレーン担当の「井手俊郎」「笠原良三」（本作の脚本）「戸板康二」「田波靖男」の合成ペンネームである。
出演者は「100本記念作品」に相応しく、三船敏郎・池部良（本作のみ）などといった大物が出演、更に東宝の人気俳優陣が登場している。
1980年代前半までは放送に恵まれず、意外に知られていない作品だったが、1985年12月7日放送のTBSの土曜朝の映画枠『土曜映画招待席』で、次回（同年12月14日）放送の続編『続サラリーマン忠臣蔵』と共に放送したところ好評となり、その後のCS放送「日本映画専門チャンネル」では、12月になると正続合わせて頻繁に放送、その内容が知られるようになった。

## あらすじ

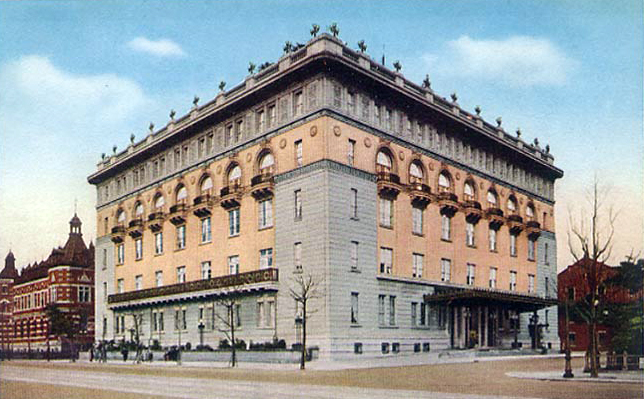
丸菱財閥の歓迎レセプション会場である「東京會舘」（竣工当時。このロビーで浅野社長が吉良頭取を殴った）

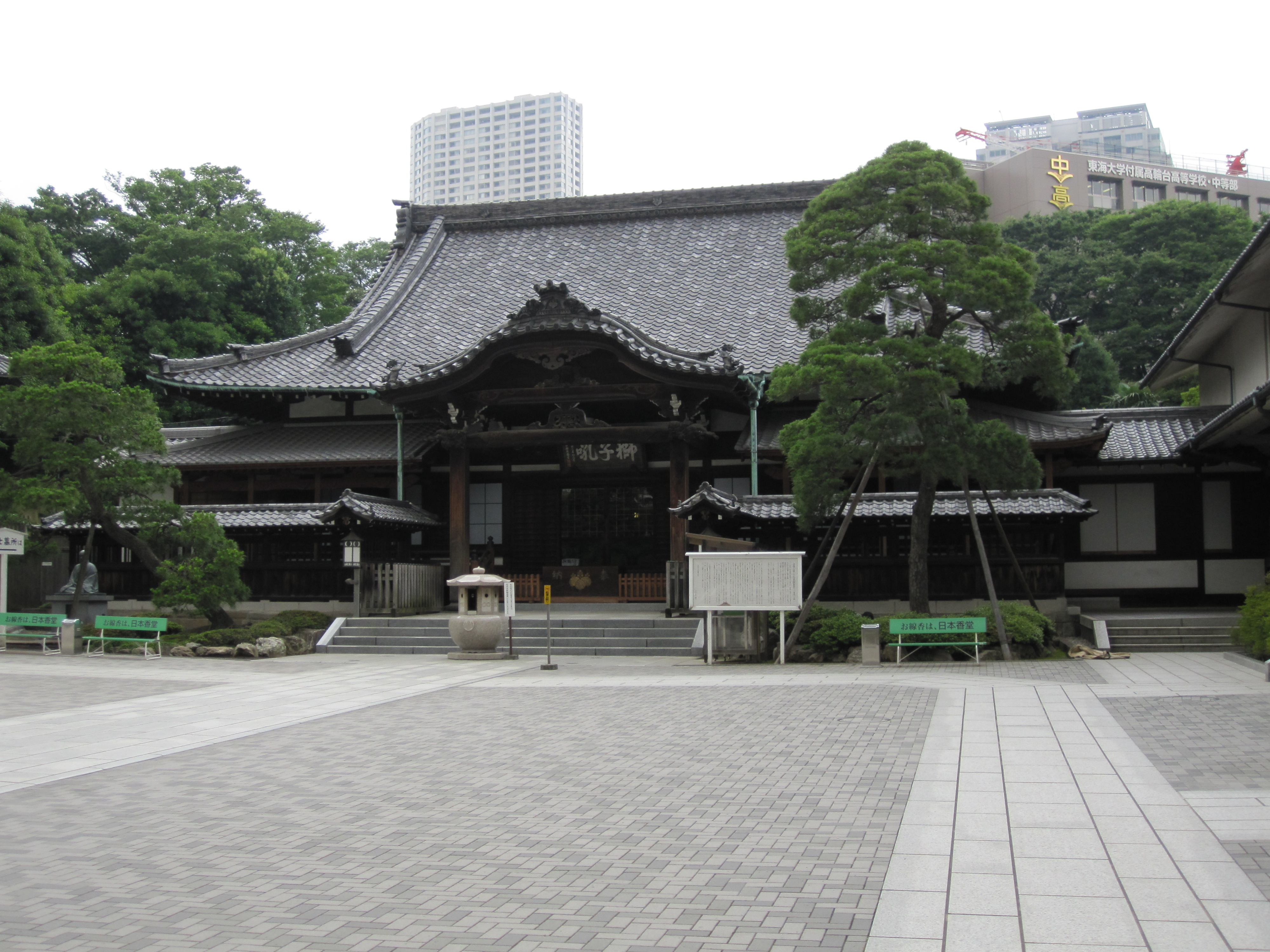
大石・小野寺・寺岡が浅野の墓参りに来た「泉岳寺」

丸菱財閥では、同財閥で招待したアメリカ経済使節団の到着を明後日に控え、その準備に追われていた。総本社（丸菱グループ）では足利直義会長を中心に、グループ企業の赤穂産業（株）社長・浅野卓也、若狭金属社長・桃井和雄、丸菱銀行頭取・吉良剛之介ら18社の社長が集まっていた。その席上、接待委員長・吉良は使節団に兜をプレゼントしようと提案したが、桃井に兜を「ニセモノ」だと言われて険悪な雰囲気となるが、その場は桃井の親友である浅野のとりなしで治まった。
その夜、浅野はヨーロッパに出張する大石良雄専務の壮行会に出席した。お開き後、大石は浅野に芸者・加代治との結婚を勧めた。翌日、若狭の角川本蔵専務は桃井が吉良と口論したことを知って恐れ、吉良と彼の秘書・伴内耕一に大判をプレゼントをし、吉良のご機嫌をとった。だがその直後、吉良は日頃から妬んでいる浅野（かつて吉良は赤穂産業の社長の座を浅野と争って敗れた）が、吉良の贔屓の加代治といちゃついていたのを目撃し、すっかり浅野を憎んだ。
そして翌日、使節団が到着した。レセプションの開始直前、吉良は遅れてやって来た浅野と松のロビーで鉢合わせとなり、浅野に罵詈雑言を浴びせた。自分のことばかりか父である先代社長のことまで侮辱された浅野は激怒し、吉良を殴りつけてしまう。その場は角川のとりなしで治まったが、浅野は接待委員を解任され、足利会長から謹慎を命じられた。ショックを受けた浅野は気晴らしに自動車旅行に出かけたが、そのまま事故死してしまった。これを知り、大石はすぐ帰国した。
本社では後任の社長人事が議論され、吉良が後任の社長に決まった。小野寺部長や吉田課長は左遷、一方で大野久兵衛常務は自分の安泰を図ろうと吉良側に寝返り、道楽者の息子・定五郎を入社させるなど、会社はバラバラになってきた。そんな中、大石はバー「祇園」に入り浸りになり、社員たちは大石への不信感を募らせる。
やがて吉良の横暴は激しくなり、赤穂産業が創業時から進めてきたアーマン商会との契約を破棄し、更には大石の息子・力と定五郎の妹・小奈美との縁談も妨害された。流石の大石も怒り、アーマン商会との契約を個人契約に切り替え、赤穂産業から分離し、新会社を建てることにした。

## スタッフ
- 監督：杉江敏男[1]
- 製作：藤本真澄[1]
- 原案：井原康男[1]（井手俊郎＋笠原良三＋戸板康二＋田波靖男）
- 脚本：笠原良三[1]
- 撮影：完倉泰一[1]
- 音楽：神津善行[1]

## 配役
- 大石良雄（主人公。「赤穂産業」専務）：森繁久彌
- 寺岡平太郎（「赤穂産業」運転手）：小林桂樹
- 小野寺十三郎（「赤穂産業」部長）：加東大介[1]
- 寺岡軽子（平太郎の妹。「赤穂産業」OL）：司葉子
- 早野勘平（「赤穂産業」社長秘書）：宝田明
- 大野定五郎（久兵衛の息子。「赤穂産業」新入社員）：三橋達也
- 大野小奈美（定五郎の妹。力のフィアンセ）：団令子
- 芸者加代治（吉良贔屓の芸者）：新珠三千代
- 才子（バー「祇園」マダム）：草笛光子[1]
- 大石力（良雄の息子）：夏木陽介[1]
- 堀部安子（「赤穂産業」エレベーターガール）：中島そのみ[1]
- 吉良剛之介（「丸菱銀行」頭取→「赤穂産業」新社長）：東野英治郎
- 大野久兵衛（「赤穂産業」常務）：有島一郎[1]
- 伴内耕一（「丸菱銀行」時代からの吉良の秘書）：山茶花究
- 足利直義（「丸菱財閥」会長）：柳永二郎
- そばや「山科」の親爺：柳家金語楼[1]
- 角川本蔵（「若狭金属」専務）：志村喬[1]
- 磯貝十郎（「赤穂産業」社員）：江原達怡
- 赤垣源造（同上）：藤木悠
- 竹林唯七（同上）：八波むと志
- アンリ・リシャール（「アーマン商会」バイヤー）：ジョージ・ルイカー
- 岡野欣哉（「赤穂産業」社員）：児玉清
- 倉橋傳介：沢村いき雄[2]
- 大石律子（良雄の妻）：久慈あさみ
- 吉田課長：宮田羊容[1]
- 土屋詩朗[1]
- 三田照子[1]
- 園田あゆみ[1]
- 飛鳥みさ子[1]
- 中野トシ子[1]
- 山本青位[1]
- 石井百合子[1]
- 岩本志津子[1]
- 毛利幸子[1]
- 小川安三[1]
- 荒木保夫[1]
- 原課長：大友伸[1]
- 浅野卓也（「赤穂産業」社長）：池部良
- 桃井和雄（「若狭金属」社長。浅野の友人）：三船敏郎

## 同時上映
『サザエさんとエプロンおばさん』
- 原作：長谷川町子／脚本：笠原良三、蓮池義雄／主演：江利チエミ／宝塚映画作品
- 『サザエさん』シリーズ第9作。